# Рейчел Меддоу
Рейчел Енн Меддоу (англ. Rachel Anne Maddow, МФА / ˈmædoʊ /; нар. 1 квітня 1973, Кастро-Веллі, Каліфорнія) – американська телеведуча і політична коментаторка.
Авторка радіопередачі "The Rachel Maddow Show", що транслюється мережею Air America, а також однойменного нічного ТВ-шоу на MSNBC. Була запрошеною ведучою програм «Зворотний відлік з Кейт Олбермен» (Countdown with Keith Olbermann) і «Гонка за Білий Дім» (Race for the White House). Меддоу стала першою відкритою ведучою-лесбійкою, працює в прайм-тайм випусках новин   .
На запитання про свої політичні погляди Рейчел відповіла: «Я безперечно лібералка, і майже повністю погоджуюся з політикою Республіканської партії ери Ейзенхауера» .

## Біографія
Народилася в Кастро-Веллі, штат Каліфорнія. Її батько Роберт Меддоу – колишній капітан ВПС США, який пішов у відставку за рік до її народження і згодом став адвокатом, а мати Елейн Меддоу (до шлюбу Госсе) – адміністраторка шкільної програми з Ньюфаундленду, Канада   . Батько має російсько–голландське коріння, а мати – англо-ірландське . Виросла в сім'ї католиків, у суспільстві як пізніше описувала її мати «дуже консервативну» . 
Закінчила середню школу Кастро-Веллі, а в 1994 році – Стенфордський університет зі ступенем в галузі суспільної політики. Їй було присуджено стипендію Джона Гарднера, а також стипендію Родса, за якою вона у 1995 році вступила до аспірантури в Оксфордському університеті. В 2001 році здобула ступінь доктора філософії в Оксфорді. Її дисертація написана на тему ВІЛ / СНІДу та реформи системи охорони здоров'я у британських та американських в'язницях. Вона стала першою лауреаткою стипендії Родса, що не приховує своєї гомосексуальності .

## Кар'єра
Першою радіостанцією, де Меддоу працювала, була WRNX (100,9 FM) в Холіок, штат Массачусетс, після перемоги в конкурсі з пошуку нових осіб для проведення ефіру. Вона стала другою ведучою в ранковому шоу The Dave in the Morning Show. Потім стала головною ведучею передачі Великий сніданок на WRSI в Нортхемптоні, штат Массачусетс, де працювала протягом двох років.
У березні 2004 вона покинула проєкт і приєдналася до нової станції Air America. Там вела шоу Нефільтрований разом з Чаком Ді (з хіп-хоп групи Public Enemy) та Лізз Вінстед (одна з творців The Daily Show) до його скасування у березні 2005 року. Через два тижні після цього почалася двогодинна радіопередача Rachel Maddow Show, а в березні 2008 року вона отримала ще годину до мовлення (з 6 до 9 вечора). У вересні 2008 року шоу знову стало двогодинним, коли Меддоу стала ведучою нічного шоу на MSNBC.
У січні 2008 року Меддоу отримала місце політичного аналітика на MSNBC і була постійним учасником дискусій у шоу «Гонка за Білий дім» з Девідом Грегорі і брала участь у висвітленні президентських виборів, а також у цей час часто з'являється в шоу «Зворотний відлік Кейт Олбермен».
21 січня 2010 року на Air America пройшов останній випуск її шоу Rachel Maddow Show, двома тижнями раніше власники компанії подали заявку про банкрутство.

## Особисте життя
Меддоу живе в Нью-Йорку, на Манхеттені, зі своєю цивільною дружиною з Массачусетса, художницею Сьюзан Мікулою. Вони познайомилися в 1999 році, коли Мікула найняла Меддоу виконувати роботи по саду у себе вдома. Рейчел у цей час писала свою дисертацію. Попри те, що штат Массачусетс визнає одностатеві шлюби, Меддоу та Мікула не одружувались.